# Lenguas de las islas Schouten
Las lenguas de las islas Schouten son un grupo de lenguas austronesias del grupo oceánico occidental habladas en las islas Schouten al norte de Nueva Guinea. Estas lenguas parecen pertenecer a una rama austronesia diferente de las lenguas yapénicas habladas un poco más al sur en isla Yapen.

## Lenguas del grupo
- Kairiru–Manam
  - Lenguas kairiru: Kaiep, Kairiru, Terebu.
  - Manam: Biem, Kis, Manam, Medebur, Sepa, Wogeo
- Siau: Arop-Sissano, Malol, Sera, Sissano, Ulau-Suain, Tumleo, Yakamul (Kap)

## Comparación léxica
Los numerales reconstruidos para diferentes ramas de lenguas de las islas Schouten son:
| GLOSA | Kairiru | Kairiru    | Kairiru | Manam   | Manam  | Manam   | Manam        | Manam | Manam   | Siau          | Siau      | PROTO- SCHOUTEN |
| GLOSA | Kaiep   | Kairiru    | Terebu  | Biem    | Kis    | Manam   | Medebur      | Sepa  | Wogeo   | Arop- Sissano | Malol     | PROTO- SCHOUTEN |
| ----- | ------- | ---------- | ------- | ------- | ------ | ------- | ------------ | ----- | ------- | ------------- | --------- | --------------- |
| 1     | tonoi   | tai        | ta      | tini    | ageib  | teʔe    | takana       | ta    | ta      | pontanen      | pɔntɛnɛn  | *ta-            |
| 2     | ru      | wuru       | lu      | ɑru     | ulani  | rua     | aru          | lu    | rua     | entin         | ɛtin      | *rua            |
| 3     | tuol    | tuol       | tol     | tuɛl    | tolni  | toli    | tol          | tol   | tol     | 2+1           | 2+1       | *tol            |
| 4     | tinal   | vyat       | tual    | kiki    | owani  | wati    | pitak        | tual  | kʷik    | 2+2           | 2+2       | *wati           |
| 5     |         | vilr̃i/ lim | lim     | 4+1     | lima   | lima    | lim          | lim   | 4+1     | 2+2+1         | 2+2+1     | *lima           |
| 6     |         | 5+1        |         | 4+2     | 5+1    | 5+1     |              |       | 4+2     | 2+2+2         | 2+2+2     |                 |
| 7     |         | 5+2        |         | 4+3     | 5+2    | 5+2     |              |       | 4+3     | 2+2+2+1       | 2+2+2+1   |                 |
| 8     |         | 5+3        |         | 4x2     | 5+3    | 5+3     |              |       | 4x2     | 2+2+2+2       | 2+2+2+2   |                 |
| 9     |         | 5+4        |         | (4x2)+1 | 5+4    | 5+4     |              |       | (4x2)+1 | 2+2+2+2+1     | 2+2+2+2+1 |                 |
| 10    |         | qolem tai  |         | (4x2)+2 | kulema | ʔulemʷa | nima- takana |       | (4x2)+2 | 2+2+2+2+2     | 2+2+2+2+2 |                 |